# Museo de Arqueología Clásica de Cambridge

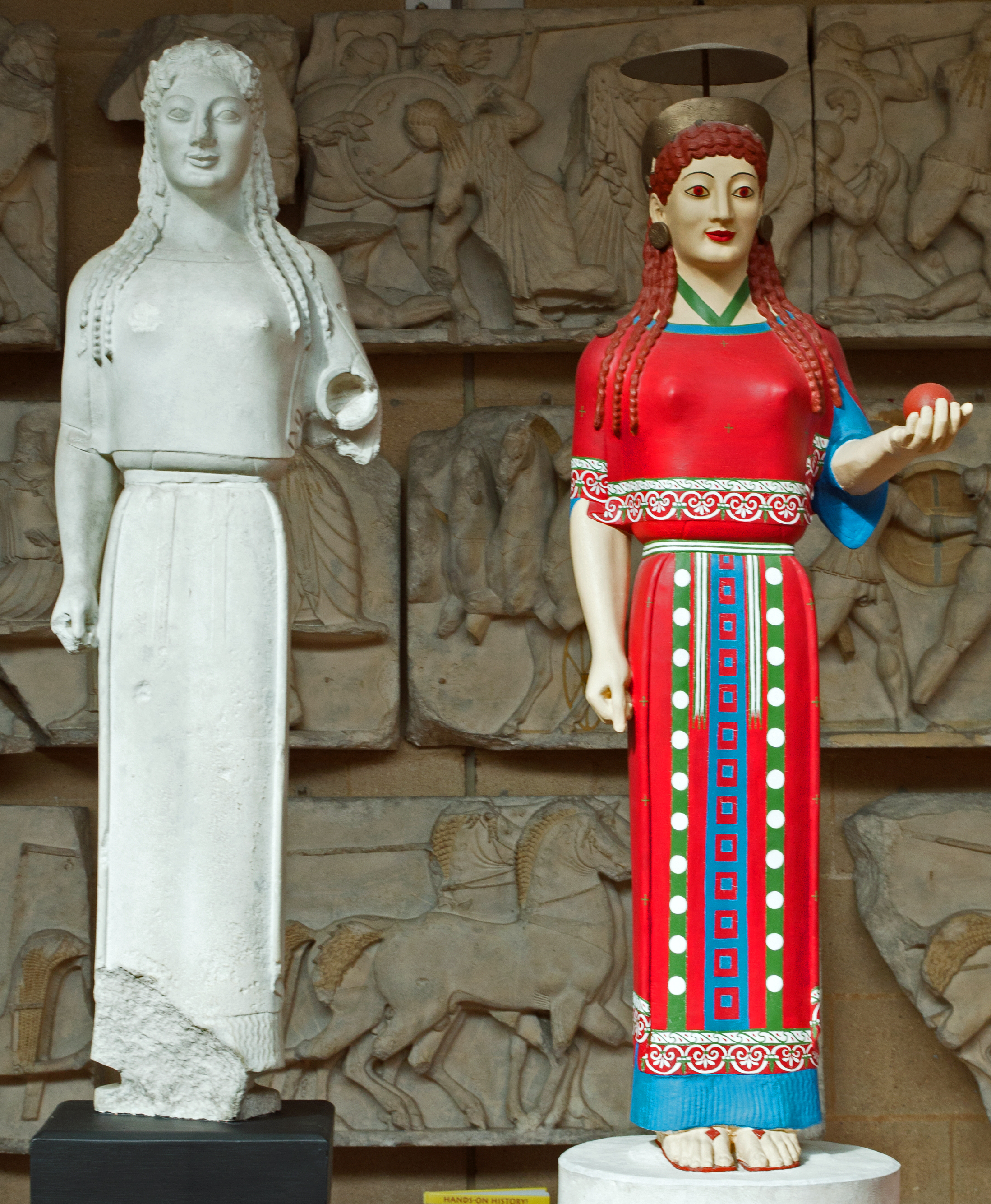
Kore del Peplo, réplica y reconstrucción, en el Museo de Arqueología Clásica.

El Museo de Arqueología Clásica es un museo ubicado en Cambridge, Reino Unido, gestionado por la Facultad de Cultura Clásica de la Universidad de Cambridge. Desde 1983, está ubicado en una galería en el primer piso de la Facultad de Cultura Clásica, en el Sidgwick Site.
El museo alberga una de las pocas colecciones de réplicas en yeso de esculturas griegas y romanas que aún perviven. La colección consiste en varios cientos de réplicas, incluyendo réplicas de algunas de las esculturas más famosas de la antigua Grecia y Roma. Entre las más destacadas están las de Laocoonte y sus hijos, el Hércules Farnesio, el Fauno Barberini y la Auriga de Delfos.
El Kore del Peplo es probablemente la exposición más conocida del museo. Es una réplica en yeso de una estatua griega de una mujer joven, pintada en colores brillantes como habría estado la original, que fue erigida en la Acrópolis de Atenas alrededor del 530 a. C. En 1975, el museo construyó la réplica pintada y la colocó junto a una segunda réplica sin pintar, para mostrar lo erróneo de la creencia de que las esculturas griegas eran de mármol blanco.
El museo también alberga una gran colección de vasijas e inscripciones epigráficas.
Abre al público de martes a viernes de 10 a 17 h y los sábados de 10 a 13 h.
Es uno de los ocho museos que componen el consorcio University of Cambridge Museums.
Su anterior sede en Little St Mary's Lane fue diseñada por Basil Champneys en 1883. En la década de 1970, se hizo evidente que ya no era adecuada para albergar la colección y es ahora parte de los edificios de Peterhouse.